# Nesapterus anticatus
Nesapterus anticatus är en skalbaggsart som beskrevs av Sharp 1908. Nesapterus anticatus ingår i släktet Nesapterus och familjen glansbaggar. Inga underarter finns listade i Catalogue of Life.